# Engle og Dæmoner
 For alternative betydninger, se Engle og Dæmoner (flertydig). (Se også artikler, som begynder med Engle og Dæmoner)
Engle og Dæmoner (engelsk: Angels & Demons) er en roman fra 2000 af den amerikanske forfatter Dan Brown. Hovedpersonen er Robert Langdon som også er med i andre romaner af Dan Brown.